# Krîmne, Kamin-Kașîrskîi
Krîmne (în ucraineană Кримне) este un sat în comuna Bronîțea din raionul Kamin-Kașîrskîi, regiunea Volînia, Ucraina.
Localitatea face parte din regiunea istorică Volânia, iar după tratatul de pace de la Riga din 1921 a devenit parte a Poloniei, după 1939 intrând în componența Uniunii Sovietice.

## Demografie
Componența lingvistică a localității Krîmne
     Ucraineană (100%)
Conform recensământului din 2001, toată populația localității Krîmne era vorbitoare de ucraineană (100%).